# Цветан Бончев
Цветан Бончев е български физик, професор в Софийския университет, ръководител на катедра „Атомна физика“ към Физическия факултет от 1968 до 1992 г., декан на факултета.

## Биография
Цветан Бончев е роден на 30 август 1929 г. в Червен бряг. Баща му Бончо Василев е адвокат в града. Майка му Веселина Василева е преподавателка по български език и литература. Проф. Бончев има и брат – проф. д.б.н. Илко Василев.
Завършва химия в Софийския университет. Специализира в Московския държавен университет и в Делхи, Индия.
Асистент (1951–1955), старши асистент (1955–1961), главен асистент (1961–1966), доцент (1966) и професор (1985) в Софийския университет.
Чете лекции и активно работи в областта на приложната експериментална ядрена физика и Мьосбауерова спектроскопия. Изследва ултравиолетовата светлина, излъчвана в процеса на работата на гайгер-мюлерови броячи. Трудовете му, цитирани стотици пъти в научната литература, се отличават с интуиция, оригинални научни идеи и решения и тънък експериментален нюх.
След аварията в Чернобил на 26 април 1986 г. професор Бончев изнася телевизионни интервюта и пише статии за опасността и последиците от радиоактивния облак, който достига България. Той е член на Гражданския комитет за защита на АЕЦ Козлодуй и първият председател на Българското ядрено дружество, създадено през 1991 г.
Известен е още с организирането на добилите голяма популярност първоаприлски семинари във Физическия факултет, провеждани при отворени врати и препълнена аудитория, на които се изнасят пародийни и шеговити доклади, а понякога преподаватели и студенти си правят първоаприлски шеги. Почивната и научна университетска база в Гьолечица, чието построяване се дължи на неговата инициатива и съдействие, носи името му.
Умира на 9 септември 1995 г. в София.

## Публикации
- Ц. Бончев, Л. Митрани, Практикум по атомна физика, (1961)
- М. Борисов, А. Дацев, И. Златев, Цв. Бончев, И. Желязков, И. Лалов, Хр. Костов, П. Мисов, П. Паликарска, Хр. Цеков, Физика. Учебник за ХІ клас на Общообразователните трудово политехнически училища, 1 изд. (Народна просвета, София, 1972), 2. изд. (Народна просвета, София, 1974), 3. изд. (Народна просвета, София, 1975), 4. изд. (Народна просвета, София, 1979)
- Ц. Бончев, Катедрата Атомна физика, Бюлетин на ДФБ, (2), 9–11 (1989)